# Ragadia pallida
Ragadia pallida är en fjärilsart som beskrevs av Hans Fruhstorfer 1911. Ragadia pallida ingår i släktet Ragadia och familjen praktfjärilar. Inga underarter finns listade.